# انجمن شرکت‌های ضبط مجارستانی
انجمن شرکت‌های ضبط مجارستانی جدول رسمی انجمن صنعت موسیقی مجارستان است که در سال ۱۹۹۲ تأسیس شد.